# 中村高明
中村 高明（なかむら たかあき、1975年12月26日 - ）は、日本の男性キックボクサー。富山県滑川市出身。藤原ジム所属。

## 来歴
1999年3月12日、K-Uでプロデビュー。
2000年1月28日、全日本キックボクシング連盟に初参戦。
2000年11月29日、全日本ミドル級王座挑戦者決定戦で清水貴彦と対戦し、0-3の判定負け。
2002年1月11日、一撃でネステロフ・ヴィアチェスラブと対戦し、2-0の判定勝ち。
2004年5月16日、和術慧舟會総本部主催「Kushima's Fight 7 拳神伝」の72kgトーナメントに出場し、優勝を果たした。
2005年6月12日、全日本ミドル級王者決定トーナメント決勝でTOMOに判定負けを喫し、王座獲得ならず。
2007年6月10日、全日本キックボクシング連盟の2夜連続興行『CUB☆KICKS-7』で行われたAJKFミドル級王座決定戦で白川裕規と対戦。4度のダウンを奪った末、判定勝ち。王座を獲得した。
2007年12月7日、初防衛戦で吉武龍太郎と対戦し、3-0の判定勝ちで王座の防衛に成功した。
2008年12月5日、2度目の防衛戦で江口真吾と対戦し、2-0の判定勝ちで王座の防衛に成功した。
2009年1月18日、ムエローク Japan 2009で行われたWPMF世界スーパーミドル級王座決定戦でヨードセングライ・フェアテックスと対戦し、大差の判定負け。
2009年10月12日、引退記念興行が開催され、本人の希望により引退試合は行われず引退セレモニーのみが行われた。

## 戦績
| キックボクシング 戦績 | キックボクシング 戦績 | キックボクシング 戦績 | キックボクシング 戦績 | キックボクシング 戦績 | キックボクシング 戦績 | キックボクシング 戦績 |
| --------------------- | --------------------- | --------------------- | --------------------- | --------------------- | --------------------- | --------------------- |
| 36 試合               | (T)KO                 | 判定                  | その他                | 引き分け              | 無効試合              |                       |
| 25 勝                 | 10                    | 15                    | 0                     |                       | 0                     |                       |
| 11 敗                 |                       |                       | 0                     |                       | 0                     |                       |

| 勝敗 | 対戦相手                             | 試合結果                                     | 大会名                                                                                            | 開催年月日     |
| ×    | ヨードセングライ・フェアテックス     | 5R終了 判定0-3                               | ムエローク Japan 2009 〜最大最強のムエタイ祭り〜 【WPMF世界スーパーミドル級王座決定戦】           | 2009年1月18日  |
| ○    | 江口真吾                             | 5R終了 判定2-0                               | 全日本キックボクシング連盟「Fujiwara Festival 〜藤原祭り2008〜」 【全日本ミドル級タイトルマッチ】 | 2008年12月5日  |
| ○    | 白虎                                 | 2R 2:43 KO（右膝蹴り）                       | 全日本キックボクシング連盟「ALL or NOTHING」                                                      | 2008年10月17日 |
| ○    | 須藤信充                             | 1R 0:50 TKO（ドクターストップ：左眉カット）  | 全日本キックボクシング連盟「野良犬電撃作戦」                                                      | 2008年6月22日  |
| ○    | ランボー・C.M.A.                     | 3R 0:25 TKO（ドクターストップ：左眉カット）  | 全日本キックボクシング連盟「Kick On!」                                                            | 2008年3月20日  |
| ○    | 吉武龍太郎                           | 5R終了 判定3-0                               | 全日本キックボクシング連盟「Fujiwara Festival 〜藤原祭り2007〜」 【全日本ミドル級タイトルマッチ】 | 2007年12月7日  |
| ○    | キセレフ・キリル                     | 3R 0:32 TKO（左目尻カット）                  | 全日本キックボクシング連盟 「浪漫」 Kick Return Kickboxer of the best 60 Tournament 〜決勝戦〜    | 2007年10月25日 |
| ○    | 白川裕規                             | 5R終了 判定3-0                               | 全日本キックボクシング連盟「CUB☆KICK'S-7」 【全日本キックボクシングミドル級王座決定戦】           | 2007年6月10日  |
| ○    | 吉武龍太郎                           | 2R終了時 負傷判定3-0                         | 全日本キックボクシング連盟「REARM」 【第10代全日本ミドル級王座決定トーナメント 準決勝】           | 2007年5月11日  |
| ○    | 木塚龍司                             | 1R 1:55 KO（3ダウン：左膝蹴り）              | 全日本キックボクシング連盟「Fujiwara Festival 〜藤原祭り2006〜」                                  | 2006年12月8日  |
| ×    | プラーブスックレック・シッサンタット | 3R 1:32 TKO                                  | 全日本キックボクシング連盟「CUB☆KICK'S-4」                                                        | 2006年10月9日  |
| ×    | ゲンナロン・ウィラサクレック         | 2R終了時 TKO（ドクターストップ：顔面カット） | M-1 FAIRTEX SINGHA BEER ムエタイチャレンジ「Legend of Elbows 2006 July 9」                        | 2006年7月9日   |
| ○    | 貴之ウィラサクレック                 | 2R 2:22 KO（右肘打ち）                       | 全日本キックボクシング連盟「CROSSOVER」                                                           | 2006年5月14日  |
| ×    | TOMO                                 | 5R終了 判定0-3                               | 全日本キックボクシング連盟「EVOLUTION」 【全日本ミドル級王者決定トーナメント 決勝】               | 2005年6月12日  |
| ○    | 小松隆也                             | 3R 1:16 TKO（レフェリーストップ：カット）    | 全日本キックボクシング連盟「EVOLUTION」 【全日本ミドル級王者決定トーナメント 準決勝】             | 2005年6月12日  |
| ○    | 濱崎一輝                             | 3R終了 判定2-0                               | 全日本キックボクシング連盟「STRAIGHT」 【全日本ミドル級王者決定トーナメント 1回戦】               | 2005年5月15日  |
| ×    | ライアン・シムソン                   | 4R 反則（サバ折り）                          | RISING SUN                                                                                        | 2005年2月19日  |
| ○    | ニック・ヒョード                     | 3R終了 判定3-0                               | 全日本キックボクシング連盟「Fujiwara Festival 〜藤原祭り2004〜」                                  | 2004年12月5日  |
| ○    | 河野壮平                             | 1R KO                                        | Kushima's Fight 7 拳神伝 〜プロキックボクシングトーナメント〜 【72kgトーナメント 決勝】           | 2004年5月16日  |
| ○    | ニック・ヒョード                     | 2R+延長R終了 判定3-0                         | Kushima's Fight 7 拳神伝 〜プロキックボクシングトーナメント〜 【72kgトーナメント 準決勝】         | 2004年5月16日  |
| ○    | 山上健吾                             | 2R+延長R終了 判定3-0                         | Kushima's Fight 7 拳神伝 〜プロキックボクシングトーナメント〜 【72kgトーナメント 1回戦】          | 2004年5月16日  |
| ○    | 江口真吾                             | 3R+延長R終了 判定2-0                         | 全日本キックボクシング連盟「Fujiwara Festival 〜藤原祭り〜」                                      | 2003年12月7日  |
| ○    | 上林剛                               | 3R終了 判定2-0                               | 全日本キックボクシング連盟「KICK OUT」                                                            | 2003年7月20日  |
| ×    | 森知行                               | 3R+延長R終了 判定0-2                         | 全日本キックボクシング連盟 「全日本ライト級最強決定トーナメント 〜決勝戦〜」                      | 2003年5月23日  |
| ○    | ヘブランド・テキン                   | 5R終了 判定3-0                               | RISING SUN                                                                                        | 2003年2月28日  |
| ×    | ロベルト・コッコ                     | 5R終了 判定                                  | KICKBOXING MONDIALE 3 LA GRANDE SFIDA                                                             | 2002年11月30日 |
| ×    | マグナム酒井                         | 5R終了 判定0-3                               | マーシャルアーツ日本キックボクシング連盟「SPIRIT」                                                | 2002年9月28日  |
| ○    | ネステロフ・ヴィアチェスラブ         | 3R終了 判定2-0                               | 一撃 1.11 ICHIGEKI                                                                                | 2002年1月11日  |
| ×    | 大野崇                               | 5R終了 判定0-3                               | 全日本キックボクシング連盟 「CROSS FIRE-II」                                                      | 2001年4月6日   |
| ×    | 清水貴彦                             | 5R終了 判定0-3                               | 全日本キックボクシング連盟「LEGEND-X」 【全日本ミドル級王座挑戦者決定戦】                         | 2000年11月29日 |
| ○    | 藤原鉄志                             | 5R終了 判定3-0                               | 全日本キックボクシング連盟「LEGEND-VII」                                                          | 2000年7月30日  |
| ○    | 清水貴彦                             | 3R終了 判定3-0                               | 全日本キックボクシング連盟「LEGEND-IV」                                                           | 2000年4月27日  |
| ○    | 丸山弘通                             | 1R 2:48 KO（膝蹴り）                         | 全日本キックボクシング連盟「YOUNG GUN」                                                           | 2000年1月28日  |
| ○    | 村山光広                             | 3R終了 判定                                  | K-U「童夢IV」 【ウェルター級トーナメント 1回戦】                                                  | 1999年4月29日  |
| ○    | 桜井俊也                             | 2R 2:26 KO                                   | K-U「童夢III」                                                                                    | 1999年3月12日  |

## 獲得タイトル
- 第10代全日本キックボクシング連盟ミドル級王座